# Synagoge (Mingolsheim)

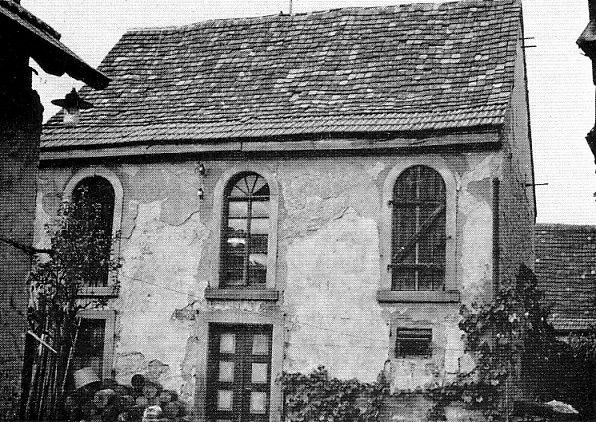
Historische Aufnahme der Synagoge, hofseitig

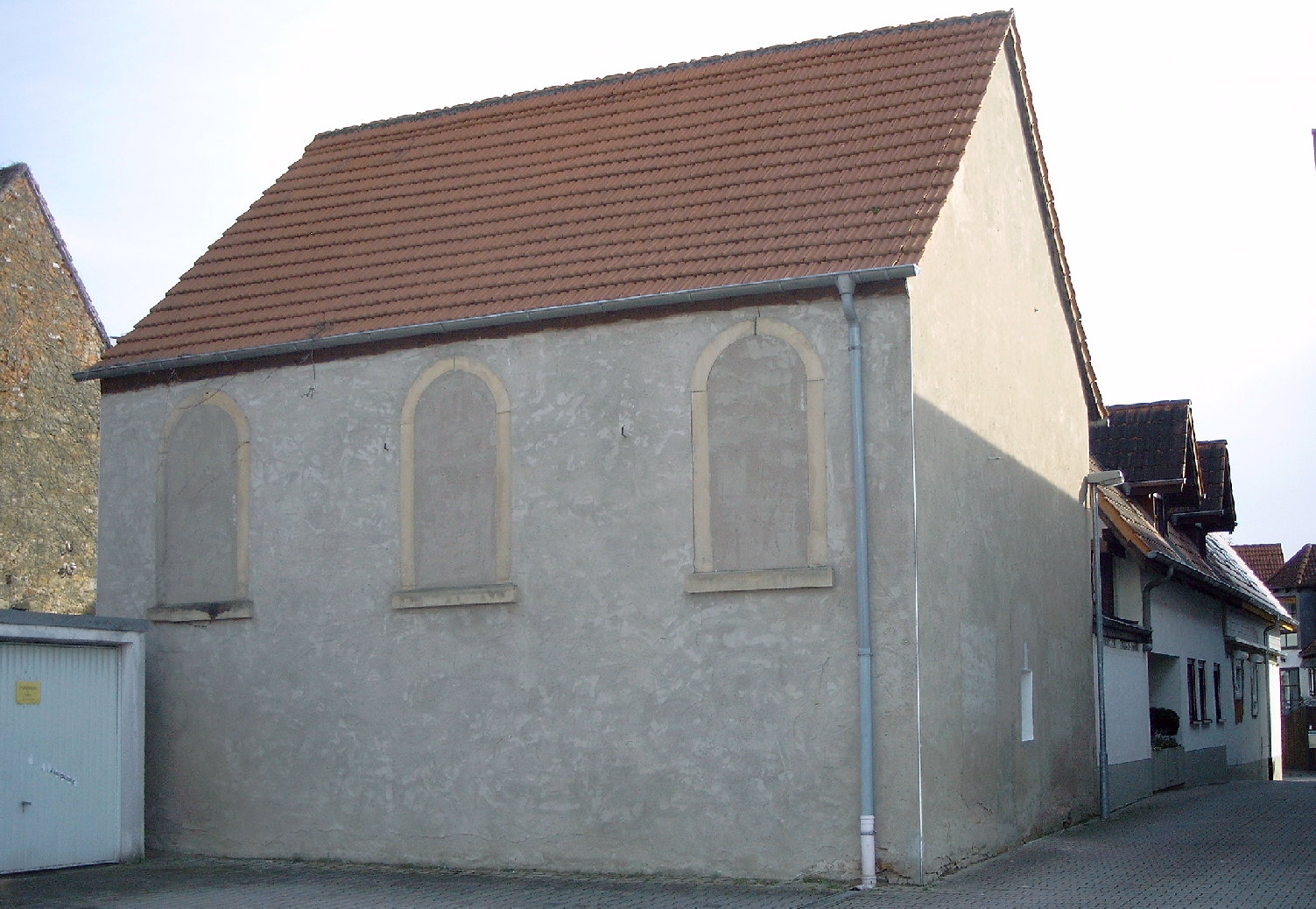
Synagoge, Rückseite 2007

Die Synagoge in Bad Mingolsheim in Bad Schönborn diente der jüdischen Gemeinde Mingolsheim, die vom 18. Jahrhundert bis 1935 existierte.
Spätestens für das Jahr 1837 ist ein Betsaal belegt, der sich im Haus der Witwe Herz Sichels befand. In diesem Jahr gab es jedoch schon Pläne zu einer Erweiterung bzw. einem Synagogenneubau, da über 50 Einwohner jüdischen Glaubens in Mingolsheim gezählt wurden. Zunächst wurden diese Pläne jedoch vom Oberamt Bruchsal nicht unterstützt.

1853 setzte die Gemeinde, die zu diesem Zeitpunkt aus zwölf Familien bestand, einen Vertrag zur Finanzierung des Synagogenbaus auf, doch erst 1882 wurde der Grundstein zum Synagogenbau in der Friedrichstraße 25 gelegt. 

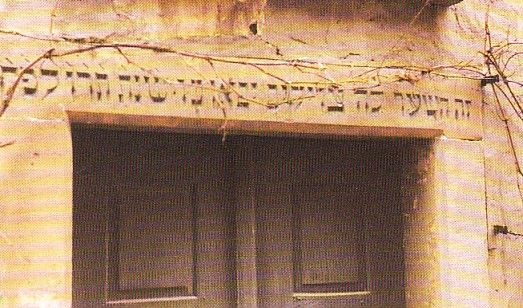
Portal mit Psalm 118,20 an der Synagoge in Mingolsheim

Irritierend an diesem Gebäude ist eine Portalinschrift, die neben dem Text des Psalms 118,20 (זה השער לה' צדיקים יבאו בו) die Jahreszahl 1846 (שנת תרו = Jahr [5]506) trägt. Möglicherweise stammt dieser Teil von einer Renovierung des früheren Betsaales und wurde in den Neubau integriert. Am 28. Dezember 1882 trat die Synagogenordnung in Kraft.
Am 1. April 1938 wurde das Gebäude an einen Privatmann verkauft und fortan als Scheune genutzt. Trotzdem versuchten im Rahmen der sogenannten Reichspogromnacht vier SA-Männer das Gebäude in Brand zu setzen. Sie wurden jedoch von einem Nachbarn darauf hingewiesen, dass das Gebäude nicht mehr in jüdischem Besitz war, und ließen dann von ihrem Vorhaben ab. Das Bauwerk blieb bis heute erhalten, allerdings ist seit der Bebauung eines Nachbargrundstücks die erwähnte Inschrift nicht mehr von außen sichtbar.

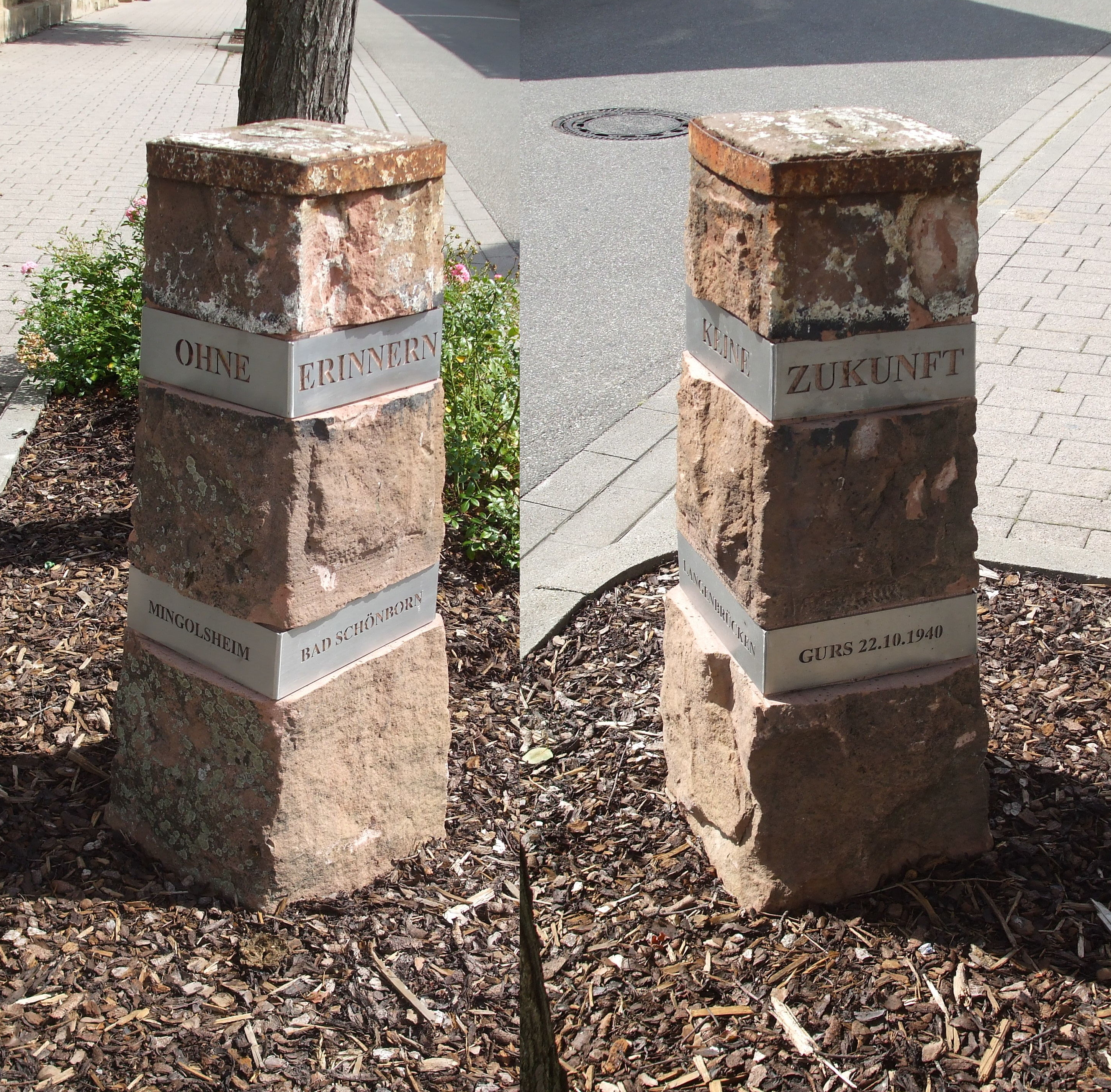
Gedenkstein in der Friedrichstraße
(Vorder- und Rückseite)